# Якубов, Гулям
Гуля́м Яку́бов (Яко́бов) (узб. Gʻulom Yoqubov; 2 [15] мая 1915 — 24 июня 1944) — советский офицер, Герой Советского Союза (1945, посмертно), участник Великой Отечественной войны в должности командира роты автоматчиков 556-го стрелкового полка 169-й стрелковой дивизии 3-й армии 1-го Белорусского фронта, капитан.

## Биография
Родился 2 (15) сентября 1915 года в селе Мирзаабад (ныне — Асакинский район Андижанской области Республики Узбекистан) в семье крестьянина. Узбек.
Окончил 6 классов. Работал в колхозе имени Куйбышева.
В 1937—1939 годах проходил срочную службу в Красной армии. Затем, после увольнения в запас работал заместителем директора совхоза «Савай».
В 1941 году был вновь призван в армию. В том же году окончил Курсы усовершенствования командного состава. В 556-й стрелковый полк 169-й стрелковой дивизии прибыл в сентябре 1942 г. и был назначен командиром взвода в роту автоматчиков. Член ВКП(б) с 1943 года. К лету 1944 года капитан Якубов командовал ротой автоматчиков 556-го стрелкового полка. Особо отличился в боях за освобождение Белоруссии.
В ночь на 24 июня 1944 года рота автоматчиков капитана Якубова прорвалась в глубину обороны противника в районе деревни Лудчицы (Быховский район Могилёвской области), высота 150,9. Удар был отвлекающим, остальные силы полка прорывались на другом участке.
Оказавшись отрезанным от других подразделений полка, капитан Якубов организовал оборону. За 20 часов сражения рота отразила более 40 атак превосходящих сил противника, понесла значительные потери, но удержала захваченный рубеж, способствуя выполнению боевой задачи полком. В этом бою капитан Якубов погиб. Похоронен на месте боя у деревни Лудчицы.
Указом Президиума Верховного Совета СССР от 24 марта 1945 года за образцовое выполнение боевых заданий командования на фронте борьбы с немецкими захватчиками и проявленные при этом отвагу и геройство капитану Якубову Гуляму присвоено звание Героя Советского Союза.

## Награды
- Медаль «Золотая Звезда» Героя Советского Союза;
- Орден Ленина;
- Орден Красного Знамени;
- Орден Отечественной войны II степени
- Орден Красной Звезды;
- Медали.

## Память

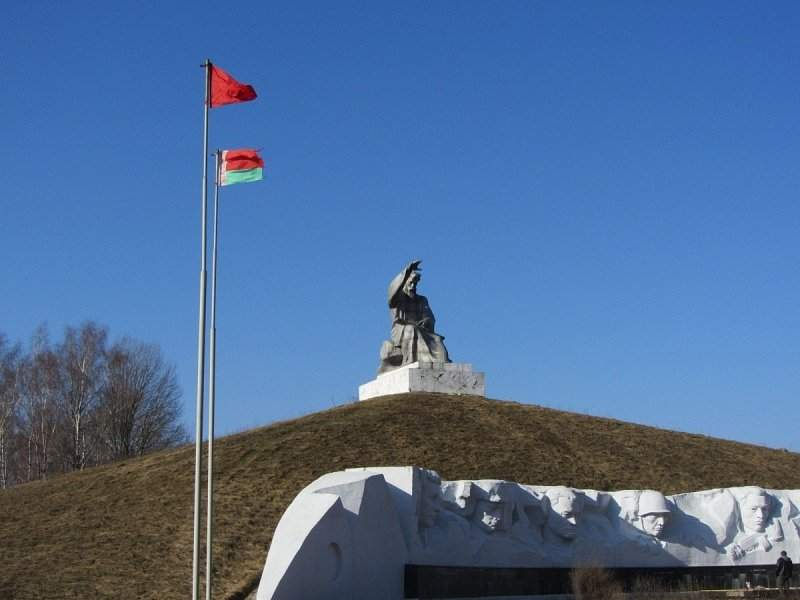
Мемориальный комплекс «Лудчицкая высота» около Лудчицы

- Мемориальный комплекс «Лудчицкая высота» около ЛудчицыБюсты Героя установлены в городах Асаке (в 1937—1991 годах — Ленинск) Андижанской области и Андижане.
- Его именем названы улицы в Минске, Асаке и Быхове.
- Имя Гуляма Якубова присвоено школе № 25 в Асаке.
- Имя Гуляма Якубова присвоено школе № 36 в Минске.
- На стене мемориального комплекса «Лудчицкая высота» около Лудчицы Быховского района Могилёвской области Республики Беларусь указано имя и в камне высечен образ Героя с барельефами ещё пяти человек, которые отличились в боях с врагами на высоте 150.9 м и освобождении Быховщины, получивших звание Героя Советского Союза за бой на этой высоте[1].
- Имя Героя увековечено в «Зале Победы» Белорусского государственного музея истории Великой Отечественной войны[1].